# 梓號列車
「梓」號列車（日语： Azusa */?）是東日本旅客鐵道（JR東日本）中央本線、篠之井線、大糸線的特急列車班次名稱。
本條目同時記載曾運行在同一路線的「超級梓」號列車（日语： Super Azusa */?），以及中央本線東京至鹽尻段（通稱「中央東線」）優等列車的歷史。

## 概要
「梓」號列車設於1966年12月，開辦時每天設兩對班次來往新宿及松本。此前於1960年1月至4月亦曾有臨時夜行準急班次以「梓」號命名。「梓」號名稱源自流經松本市附近地區的河流梓川，是千曲川的一條支流。
「梓」號列車於1977年3月因為兄弟組合狩人的歌曲「梓2號」而聲名大噪，搭乘人次亦曾因此大增。
1986年11月，特急「甲斐路」號被廢除，與部分急行「阿爾卑斯」號的班次同被升格為「梓」號的班次。但於國鐵民營化後一年的1988年3月，JR東日本重新將來往甲府的「梓」號班次分割及命名為「甲斐路」號。
1993年12月23日，E351系列車開始服務「梓」號班次，並於1994年12月3日起將該系列服務的班次升格為「超級梓」號。「超級梓」號定期班次自設立起曾服務大糸線路段，但自2010年3月修訂時間表起，「超級梓」號均以松本站為起、終點站，不再進入大糸線路段。
2014年2月4日，JR東日本宣布以E353系取代老化的E351系。首兩列車（基本編組和附屬編組各一列）已於2015年度夏季出廠，經多次試運行測試性能和應用的新技術後，第一批正式量產的基本編組和附屬編組各3列列車已於2017年12月23日開始運行，並於2018年3月17日修訂時間表後讓E351系退出定期班次服務，統一以E353系運行「超級梓號」班次。
2019年3月16日時刻表修訂後，E353系成為中央本線特急列車的唯一用車，定期班次也統一稱呼為「梓」號。唯由於加快行車速度、停車站及班次作出減少，所有班次全部通過三鷹站、鹽山站、山梨市站及石和温泉站，富士見站及下諏訪站更由每日最少來回5班大幅減少至早晚來回2班，導致受影響車站沿線自治體大為不滿。
2020年3月14日時刻表修訂後，鹽山站、山梨市站、石和温泉站恢復停車，並增加富士見站及下諏訪站的班次，以解決去年時刻表變更所延伸的問題，但整體車程則稍為延長。另外，進入大糸線的班次相隔16年後，再次使用原超級梓號的班次5及28，即現有的5及46，進一步縮短前往大糸線的時間16分鐘（南小谷方向）及9分鐘（新宿方向）。

## 運行概況
自2008年3月15日修訂時間表起，「梓」號及「超級梓」號除部分時段外以交替班次方式運行。列車在東京主要以新宿站為起、終點站，但部分臨時班次則會以東京站為起、終點站。
在「超級梓」號廢止後，「梓」每日行駛18往復，大部分列車仍以新宿為起訖站。

### 停車站
截至2022年3月12日，「梓」號在新宿站至松本站間定期運行的列車共計16對往返班次。
圖例
- ●：所有班次停站
- 數字：部分班次停站（數字爲停站班次數目）
- －：所有班次通過
- =：不經此段行駛
- 上行：新宿、東京、千葉方向，下行：松本、南小谷方向

| 班次數目＼站名   | 千葉 | 船橋 | 錦糸町 | 東京 | 新宿 | 立川 | 八王子 | 大月 | 盐山 | 山梨市 | 石和温泉 | 甲府 | 韮崎 | 小淵澤 | 富士見 | 茅野 | 上諏訪 | 下諏訪 | 岡谷 | 鹽尻 | 松本 | 豐科 | 穗高 | 信濃大町 | 白馬 | 南小谷 | 备注 |
| ---------------- | ---- | ---- | ------ | ---- | ---- | ---- | ------ | ---- | ---- | ------ | -------- | ---- | ---- | ------ | ------ | ---- | ------ | ------ | ---- | ---- | ---- | ---- | ---- | -------- | ---- | ------ | ---- |
| 下行1班          | ●    | ●    | ●      | =    | ●    | ●    | ●      | ●    | ●    | ●      | ●        | ●    | ●    | ●      | ●      | ●    | ●      | ●      | ●    | ●    | ●    |      |      |          |      |        |      |
| 上行1班          | ●    | ●    | ●      | =    | ●    | ●    | ●      | ●    | －   | －     | －       | ●    | ●    | ●      | ●      | ●    | ●      | ●      | ●    | ●    | ●    |      |      |          |      |        |      |
| 下行1班          |      |      |        | ●    | ●    | ●    | ●      | －   | －   | －     | －       | ●    | ●    | ●      | ●      | ●    | ●      | ●      | ●    | ●    | ●    |      |      |          |      |        |      |
| 上行3班          |      |      |        | ●    | ●    | ●    | ●      | －   | －   | －     | －       | ●    | 2    | 2      | 2      | ●    | ●      | 2      | ●    | ●    | ●    |      |      |          |      |        |      |
| 下行11班         |      |      |        |      | ●    | ●    | ●      | 2    | 1    | 1      | 1        | ●    | 6    | ●      | 2      | ●    | ●      | 2      | ●    | ●    | ●    |      |      |          |      |        |      |
| 上行9班          |      |      |        |      | ●    | ●    | ●      | 2    | 2    | 2      | 2        | ●    | 5    | ●      | 2      | ●    | ●      | 2      | ●    | ●    | ●    |      |      |          |      |        |      |
| 下行2班          |      |      |        |      | ●    | ●    | ●      | －   | －   | －     | －       | ●    | －   | －     | －     | ●    | ●      | －     | －   | －   | ●    |      |      |          |      |        |      |
| 上行2班          |      |      |        |      | ●    | ●    | ●      | －   | －   | －     | －       | ●    | －   | －     | －     | ●    | ●      | －     | 1    | 1    | ●    |      |      |          |      |        |      |
| 下行1班／上行1班 |      |      |        |      | ●    | ●    | ●      | －   | －   | －     | －       | ●    | －   | ●      | －     | ●    | ●      | －     | ●    | ●    | ●    | ●    | ●    | ●        | ●    | ●      |      |

#### 現役車輛
「梓」號
現時「梓」號固定以12輛編組列車提供服務。但在2010年3月前，部分「超級梓」號會進入大糸線，附屬編組於松本站與基本編組連結。雖然「梓」號使用擺式列車，但中央本線八王子站以東路段線形較佳，故列車在該路段不會使用擺式功能。
- E353系（2017年12月23日－）
- E257系（臨時列車）

- E353系「梓」號
- E257系「梓」號
- E351系「超級梓」號
- 189系「梓」號

#### 過往使用車輛
「梓」號
- 181系（1966年12月－1975年12月）
- 183系、189系（1973年10月－2002年12月（退出定期班次服務））
- E351系（1993年12月23日 －2018年3月16日）
- E257系（2001年12月1日－2019年3月15日）
  - 列車進入大糸線時只能以基本編組運行，而附屬編組的1、2號車廂則於松本站與基本編組連結。

### 乘務員所屬
- 新宿運輸區（千葉、新宿－松本）
- 甲府運輸區（東京、新宿－松本）
- 松本運輸區（東京、新宿－松本、南小谷）

## 中央東線優等列車歷史
中央東線的優等列車始於戰後的1948年（昭和23年），但線內早於昭和前期已有獲命名的列車。當時的地方鐵道管理局已自行對臨時普通列車、準急列車進行命名。諸如「高嶺」、「阿爾卑斯」（日語：アルプス）等的列車名也在當時開始使用。

### 戰後時期
- 1948年（昭和23年）7月1日：開設來往新宿至松本的臨時夜行準急2403及2404號列車，是中央東線首個優等列車班次。（運行時間相當於現時的快速「月光信州」號）
- 1949年（昭和24年）9月15日：2403及2404號列車升格為定期班次，班次編號改為403及402號。
- 1952年（昭和26年）4月15日：前身為403及402號的407及408號列車被命名為「阿爾卑斯」。同時增設日間一對準急班次的設定。
- 1954年（昭和29年）：準急「木曾」號部分車輛開始直通來往名古屋站和新宿站。
  - 10月1日：增設一對來往新宿站及松本站的日間臨時準急班次。
- 1955年（昭和30年）2月1日：定期日間準急班次被命名為「穗高」號，而臨時列車則被命名為「白馬」號。
  - 8月20日：「白馬」號班次升格為定期班次。
- 1957年（昭和32年）10月1日：增設一對來往新宿站及松本站的臨時夜行準急班次。
- 1960年（昭和35年）1月1日：臨時夜行準急班次被命名為「梓」號。
  - 4月25日：「梓」號班次被併入「白馬」號的定期班次，「白馬」號升格為每天2對班次的列車。「阿爾卑斯」號升格為急行列車，並引入Kiha55系柴油車，成為每日2對的柴油車列車班次。而「白馬」號亦使用同系列車。「穗高」號則改為原「阿爾卑斯」號的夜行列車及臨時列車班次，每天運行3對班次。同時，由於「阿爾卑斯」號升格的關係，原名為中央線「急行電車」的列車類別改為「快速電車」，並沿用至今。
- 1961年（昭和36年）10月1日：「3、6、10」國鐵時間表修訂，列車安排有以下改變：
  1. 「白馬」號升格為急行列車，與「阿爾卑斯」號改以Kiha58系柴油車運行。同時「白馬」號一對班次以準急列車班次的方式進入松本以北的大糸線路段，直通運行至信濃森上站。
  2. 增設同樣使用Kiha58系柴油車的日間特急列車「上高地」號。
  3. 終止準急「木曾」號直通運行名古屋站－新宿站的安排。
- 1962年（昭和37年）12月1日：「穗高」號的日間班次被併入「阿爾卑斯」號，「阿爾卑斯」號改為日間3對班次，而「穗高」號則改為夜間一對班次。「白馬」的2對班次均進入大糸線路段，其中一對更運行至糸魚川站。
- 1963年（昭和38年）5月21日：增設經中央本線、飯田線來往新宿站和飯田站的準急「赤石」號，運行上於新宿站至辰野站間與「阿爾卑斯」號連結。
- 1964年（昭和39年）10月1日：增設以165系運行，來往新宿站和上諏訪站的急行「蓼科」號。
- 1965年（昭和40年）：「蓼科」號的上行和下行班次分別於1月和3月臨時延長運行至岡谷站。列車在延長路段以普通列車方式運行。
  - 7月：設定名古屋站－茅野站、小淵澤站的東西線直通臨時列車班次時間表（但1966年及1972年沒有設定）。部分班次更直通運行小海線、飯田線。
  - 10月1日：中央東線完成電氣化，因此同年的時間表修訂有以下改變： 
    1. 當時9對急行班次中，除直通非電氣化區間的2對外，7對列車均改以165系電氣化列車運行。
    2. 整理列車名稱。
      1. 直通大糸線急行班次中，夜行班次從「白馬」號改為「穗高」號
      2. 原本的「穗高」號改稱為「上高地」號
      3. 原本的「上高地」號及「蓼科」號被併入「阿爾卑斯」號。其後「蓼科」號只用於臨時或季節性班次。

  - 12月：增設來往新宿及松本的電車急行「甲斐路」號。
- 1966年（昭和41年）3月15日：準急「赤石」號升格為急行列車。

### 列車命名由來
（按五十音順序排列）
- 「赤石」（あかいし）－通稱「南阿爾卑斯山脈」（日語：南アルプス）的赤石山脈
- 「阿爾卑斯」（アルプス）－統稱「日本阿爾卑斯山脈」（日語：日本アルプス）的飛驒山脈（北阿爾卑斯山脈）、木曾山脈（中央阿爾卑斯山脈）及赤石山脈（南阿爾卑斯山脈）。
- 「甲斐路」（かいじ）－在甲斐路上行走的列車。
- 「上高地」（かみこうち）－長野縣名勝「上高地」。
- 「駒根」（こまがね）－位於木曾駒岳山麓的城市「駒根市」。
- 「蓼科」（たてしな）－位於茅野市付近的「蓼科高原」和「蓼科山」。
- 「白馬」（はくば）－統稱「白馬三山」的白馬岳（しろうまだけ）、杓子岳及鑓岳。
- 「風林火山」（ふうりんかざん）-後世對甲斐國戰國大名武田信玄的軍旗採用孫子兵法·軍爭編中「疾如風、徐如林、侵掠如火、不動如山」一句的通稱。
- 「穂高」（ほたか）－包括飛驒山脈最高峰——奧穗高岳及前穗高岳等山岳的「穗高岳」。
- 「身延」（みのぶ）－目的地身延線身延站位於身延町，附近亦有「身延山」。

## 外部連結
- 列車カタログ＞あずさ・かいじ・富士回遊・はちおうじ・おうめ（E353系・E257系）：JR東日本 （页面存档备份，存于）